# کاخای
کاخای (به لاتین: Kakhay) یک منطقه مسکونی در جمهوری آذربایجان است که در شهرستان آق‌داش واقع شده است.